# Wohn- und Wirtschaftsgebäude Klenkendorf 22

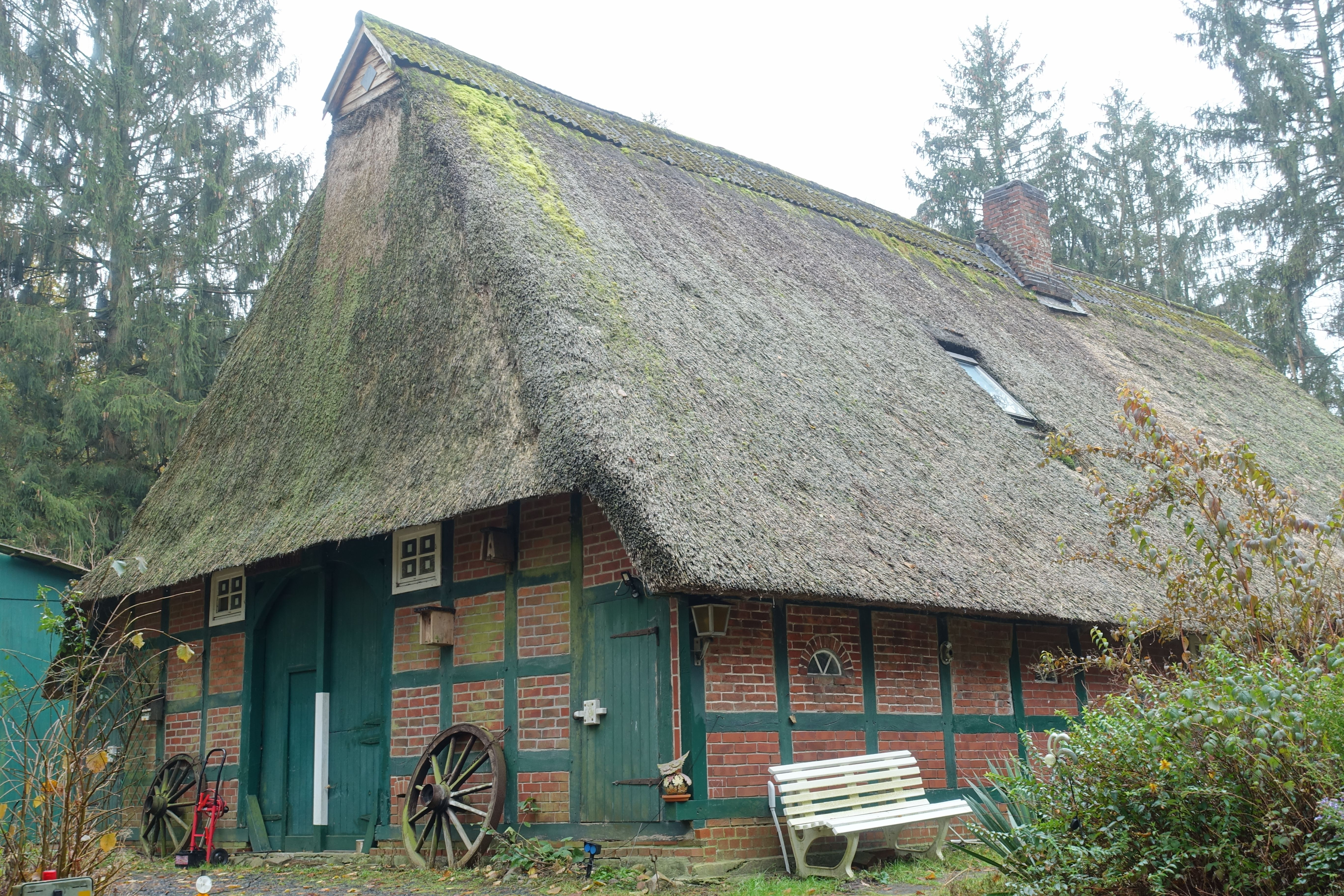
Nordost- und Nordwestfassade (2022)

Das Wohn- und Wirtschaftsgebäude Klenkendorf 22 in der niedersächsischen Gemeinde Gnarrenburg, Ortsteil Klenkendorf, wurde im 19. Jahrhundert gebaut. Aktuell (2025) wird es zum Wohnen und landwirtschaftlich genutzt.
Das Gebäude steht unter Denkmalschutz (siehe auch Liste der Baudenkmale in Gnarrenburg).

## Geschichte und Beschreibung
Klenkendorf wurde als Moorkolonie 1823 durch Jürgen Findorff (dem Neffen des Moorkommissars Jürgen Christian Findorff) gegründet. Es liegt sechs Kilometer nordöstlich des Kernortes Gnarrenburg und gehört zum Landkreis Rotenburg (Wümme). Zur Findorffsiedlung Klenkendorf gehörten 28 Siedlungsstellen südlich des Oste-Hamme-Kanals und mit diesem Haus acht erhaltene denkmalgeschützte Wohn- und Wirtschaftsgebäude (Nr. 5, 8, 15, 16, 21, 22, 24 und 26).  
Das eingeschossige, traufständige Gebäude als Zweiständer-Hallenhaus in gleichmäßigem Fachwerk mit Steinausfachungen, reetgedecktem Krüppelwalmdach, Uhlenloch und Grooter Door mit Korbbogen, wurde 1824 (Inschrift) an einem Stichweg gebaut. 1914 erfolgte der Anbau um ein Kammerfach.
Das Landesdenkmalamt befand u. a.: „… siedlungsgeschichtlichen Bedeutung, als Teil der Kulturlandschaft der Findorffschen Moorsiedlungen ….“